# Polska Futbol Liga 1 2021
La Polska Futbol Liga 1 2021 è la 1ª edizione del campionato di football americano di primo livello, organizzato dalla ZFAP. 

## Squadre partecipanti
| Club                 | Città     | Stadio | Sponsor ufficiale | Risultato nella stagione 2020 |
| -------------------- | --------- | ------ | ----------------- | ----------------------------- |
| Bydgoszcz Archers    | Bydgoszcz |        |                   |                               |
| Kraków Kings         | Cracovia  |        |                   |                               |
| Lowlanders Białystok | Białystok |        |                   |                               |
| Silesia Rebels       | Katowice  |        |                   |                               |
| Tychy Falcons        | Tychy     |        |                   |                               |
| Warsaw Eagles        | Varsavia  |        |                   |                               |
| Warsaw Mets          | Varsavia  |        |                   |                               |

## Stagione regolare

### Calendario

#### 1ª giornata
| Tychy 17 aprile 2021, ore 14:00 | Tychy Falcons | 41 – 3 (20-0 7-3 14-0 0-0) referto | Warsaw Eagles | Falcons Field\| Arbitro: \| Ratajczak \| |
| Arbitro:                        | Ratajczak     |                                    |               |                                          |

| Katowice 18 aprile 2021, ore 14:00 | Silesia Rebels | 20 – 21 (0-0 0-7 0-7 20-7) referto | Kraków Kings | Stadion Rapid\| Arbitro: \| Walentynowicz \| |
| Arbitro:                           | Walentynowicz  |                                    |              |                                              |

#### 2ª giornata
| Bydgoszcz 24 aprile 2021, ore 16:00 | Warsaw Eagles | 7 – 49 (0-7 7-14 0-21 0-7) referto | Bydgoszcz Archers | Stadion Miejski KKP\| Arbitro: \| Ratajczak \| |
| Arbitro:                            | Ratajczak     |                                    |                   |                                                |

| Wyszków 25 aprile 2021, ore 15:00 | Warsaw Mets | 20 – 22 (0-8 7-6 7-0 6-8) referto | Silesia Rebels | Stadion WOSIR\| Arbitro: \| Ratajczak \| |
| Arbitro:                          | Ratajczak   |                                   |                |                                          |

#### 3ª giornata
| Białystok 1º maggio 2021, ore 13:00 | Lowlanders Białystok | 26 – 12 referto | Warsaw Mets | Stadion Miejski\| Arbitro: \| Ratajczak \| |
| Arbitro:                            | Ratajczak            |                 |             |                                            |

| Bydgoszcz 1º maggio 2021, ore 16:00 | Bydgoszcz Archers | 29 – 13 referto | Kraków Kings | Stadion Miejski KKP\| Arbitro: \| Walentynowicz \| |
| Arbitro:                            | Walentynowicz     |                 |              |                                                    |

#### 4ª giornata
| Ząbki 8 maggio 2021, ore 20:15 | Warsaw Eagles | 7 – 19 referto | Lowlanders Białystok | MOSIR Ząbki\| Arbitro: \| Leoniak \| |
| Arbitro:                       | Leoniak       |                |                      |                                      |

| Cracovia 9 maggio 2021, ore 12:00 | Kraków Kings | 27 – 41 referto | Tychy Falcons | J&J Sport Center\| Arbitro: \| Pruszkowski \| |
| Arbitro:                          | Pruszkowski  |                 |               |                                               |

#### 5ª giornata
| Bydgoszcz 15 maggio 2021, ore 14:00 | Bydgoszcz Archers | 26 – 18 referto | Warsaw Mets | Stadion Miejski KKP\| Arbitro: \| Ratajczak \| |
| Arbitro:                            | Ratajczak         |                 |             |                                                |

| Tychy 16 maggio 2021, ore 14:00 | Tychy Falcons | 27 – 12 referto | Silesia Rebels | Falcons Field\| Arbitro: \| Walentynowicz \| |
| Arbitro:                        | Walentynowicz |                 |                |                                              |

#### 6ª giornata
| Białystok 22 maggio 2021, ore 13:00 | Lowlanders Białystok | 14 – 21 referto | Bydgoszcz Archers | Stadion Miejski\| Arbitro: \| Pruszkowski \| |
| Arbitro:                            | Pruszkowski          |                 |                   |                                              |

| Cracovia 22 maggio 2021, ore 14:00 | Kraków Kings | 28 – 0 referto | Warsaw Eagles | J&J Sport Center\| Arbitro: \| Przybyła \| |
| Arbitro:                           | Przybyła     |                |               |                                            |

#### 7ª giornata
| Tychy 29 maggio 2021, ore 16:00 | Tychy Falcons | 40 – 37 referto | Warsaw Mets | Falcons Field\| Arbitro: \| Pruszkowski \| |
| Arbitro:                        | Pruszkowski   |                 |             |                                            |

| Katowice 30 maggio 2021, ore 13:00 | Silesia Rebels | 20 – 28 referto | Lowlanders Białystok | Stadion Rapid\| Arbitro: \| Soczówka \| |
| Arbitro:                           | Soczówka       |                 |                      |                                         |

#### 8ª giornata
| Bydgoszcz 5 giugno 2021, ore 16:00 | Bydgoszcz Archers | 28 – 14 referto | Tychy Falcons | Stadion Miejski KKP\| Arbitro: \| Leoniak \| |
| Arbitro:                           | Leoniak           |                 |               |                                              |

| Varsavia 6 giugno 2021, ore 14:00 | Warsaw Mets | 28 – 6 (16-0 3-0 3-0 6-6) referto | Warsaw Eagles | Stadion Polonii Warszawa im. gen. Kazimierza Sosnkowskiego\| Arbitro: \| Cichoń \| |
| Arbitro:                          | Cichoń      |                                   |               |                                                                                    |

#### 9ª giornata
| Cracovia 12 giugno 2021, ore 15:00 | Kraków Kings | 17 – 24 (0-0 10-14 7-0 0-10) referto | Lowlanders Białystok | MOS "Wschód"\| Arbitro: \| Przybyła \| |
| Arbitro:                           | Przybyła     |                                      |                      |                                        |

| Katowice 13 giugno 2021, ore 13:00 | Silesia Rebels | 0 – 34 (0-14 0-14 0-0 0-6) referto | Bydgoszcz Archers | Stadion Rapid\| Arbitro: \| Soczówka \| |
| Arbitro:                           | Soczówka       |                                    |                   |                                         |

#### 10ª giornata
| Białystok 19 giugno 2021, ore 13:00 | Lowlanders Białystok | 42 – 20 (6-0 15-7 14-7 7-6) referto | Tychy Falcons | Stadion Miejski\| Arbitro: \| Pruszkowski \| |
| Arbitro:                            | Pruszkowski          |                                     |               |                                              |

| Ząbki 19 giugno 2021, ore 19:45 | Warsaw Eagles | 14 – 46 referto | Silesia Rebels | Dozbud Arena\| Arbitro: \| Żak \| |
| Arbitro:                        | Żak           |                 |                |                                   |

| Varsavia 20 giugno 2021, ore 14:00 | Warsaw Mets | 34 – 28 (13-7 6-7 8-0 7-14) referto | Kraków Kings | Stadion Polonii Warszawa im. gen. Kazimierza Sosnkowskiego\| Arbitro: \| Pruszkowski \| |
| Arbitro:                           | Pruszkowski |                                     |              |                                                                                         |

### Classifica
La classifica della regular season è la seguente:
- PCT = percentuale di vittorie, G = partite giocate, V = partite vinte,  P = partite perse, PF = punti fatti, PS = punti subiti

| Pos. | Squadra              | PCT   | G | V | P | PF  | PS  |
| ---- | -------------------- | ----- | - | - | - | --- | --- |
| 1    | Bydgoszcz Archers    | 1.000 | 6 | 6 | 0 | 187 | 66  |
| 2    | Lowlanders Białystok | .833  | 6 | 5 | 1 | 153 | 97  |
| 3    | Tychy Falcons        | .667  | 6 | 4 | 2 | 183 | 149 |
| 4    | Warsaw Mets          | .333  | 6 | 2 | 4 | 149 | 148 |
| 5    | Silesia Rebels       | .333  | 6 | 2 | 4 | 120 | 144 |
| 6    | Kraków Kings         | .333  | 6 | 2 | 4 | 134 | 148 |
| 7    | Warsaw Eagles        | .000  | 6 | 0 | 6 | 37  | 211 |

## Playoff

### Tabellone
|  | Wild Card | Wild Card      | Wild Card            |                |                   | Semifinali        | Semifinali        | Semifinali |  |  | XVI Polish Bowl | XVI Polish Bowl | XVI Polish Bowl |  |
|  |           |                |                      |                |                   |                   |                   |            |  |  |                 |                 |                 |  |
|  |           |                |                      |                |                   | 1                 | Bydgoszcz Archers | 50         |  |  |                 |                 |                 |  |
|  |           |                |                      |                |                   | 1                 | Bydgoszcz Archers | 50         |  |  |                 |                 |                 |  |
|  |           |                |                      | Silesia Rebels | 8                 |                   |                   |            |  |  |                 |                 |                 |  |
|  | 4         | Warsaw Mets    | 21                   | Silesia Rebels | 8                 |                   |                   |            |  |  |                 |                 |                 |  |
|  | 4         | Warsaw Mets    | 21                   |                |                   |                   |                   |            |  |  |                 |                 |                 |  |
|  | 5         | Silesia Rebels | 26                   |                |                   |                   |                   |            |  |  |                 |                 |                 |  |
|  | 5         | Silesia Rebels | 26                   |                | Bydgoszcz Archers | Bydgoszcz Archers | 27                |            |  |  |                 |                 |                 |  |
|  |           |                |                      |                |                   |                   |                   |            |  |  |                 |                 |                 |  |
|  |           |                | Tychy Falcons        | Tychy Falcons  | 7                 |                   |                   |            |  |  |                 |                 |                 |  |
|  |           |                |                      | Tychy Falcons  | 7                 |                   |                   |            |  |  |                 |                 |                 |  |
|  |           |                |                      |                |                   |                   |                   |            |  |  |                 |                 |                 |  |
|  |           |                |                      |                |                   |                   |                   |            |  |  |                 |                 |                 |  |
|  |           | 2              | Lowlanders Białystok | 15             |                   |                   |                   |            |  |  |                 |                 |                 |  |
|  |           |                |                      | 15             |                   |                   |                   |            |  |  |                 |                 |                 |  |
|  |           |                |                      | Tychy Falcons  | 34                |                   |                   |            |  |  |                 |                 |                 |  |
|  | 3         | Tychy Falcons  | 21                   | Tychy Falcons  | 34                |                   |                   |            |  |  |                 |                 |                 |  |
|  | 3         | Tychy Falcons  | 21                   |                |                   |                   |                   |            |  |  |                 |                 |                 |  |
|  | 6         | Kraków Kings   | 7                    |                |                   |                   |                   |            |  |  |                 |                 |                 |  |

### Wild Card
| Tychy 26 giugno 2021, ore 18:00 | Tychy Falcons | 21 – 7 (7-0 7-0 0-7 7-0) referto | Kraków Kings | Falcons Field\| Arbitro: \| Soczówka \| |
| Arbitro:                        | Soczówka      |                                  |              |                                         |

| Varsavia 27 giugno 2021, ore 14:00 | Warsaw Mets | 21 – 26 (0-6 8-14 6-0 7-6) referto | Silesia Rebels | Stadion Polonii Warszawa im. gen. Kazimierza Sosnkowskiego\| Arbitro: \| Leoniak \| |
| Arbitro:                           | Leoniak     |                                    |                |                                                                                     |

### Semifinali
| Bydgoszcz 3 luglio 2021, ore 17:30 | Bydgoszcz Archers | 50 – 8 (34-0 6-8 7-0 3-0) referto | Silesia Rebels | Stadion Miejski KKP\| Arbitro: \| Soczówka \| |
| Arbitro:                           | Soczówka          |                                   |                |                                               |

| Białystok 4 luglio 2021, ore 13:00 | Lowlanders Białystok | 15 – 34 referto | Tychy Falcons | Stadion Miejski\| Arbitro: \| Przybyła \| |
| Arbitro:                           | Przybyła             |                 |               |                                           |

### XVI Polish Bowl
| Ząbki 17 luglio 2021, ore 14:00 | Bydgoszcz Archers                                                                                    | 27 – 7 referto | Tychy Falcons | Dozbud Arena\| Arbitri: \| Przybyła Leoniak Soczówka E. Walentynowicz Szczepański Romańczyk Cichoń K. Walentynowicz Pruszkowski \| |
| Arbitri:                        | Przybyła Leoniak Soczówka E. Walentynowicz Szczepański Romańczyk Cichoń K. Walentynowicz Pruszkowski |                |               | |

## XVI Polish Bowl
Il XVI Polish Bowl è stato disputato il 17 luglio 2021 alla Dozbud Arena di Ząbki. L'incontro è stato vinto dai Bydgoszcz Archers sui Tychy Falcons con il risultato di 27 a 7.

## Verdetti
- Bydgoszcz Archers Campioni della Polonia 2021